# Johannes Prinz
Johannes Prinz (* 17. März 1958 in Wolfsberg (Kärnten)) ist ein österreichischer Chorleiter und Dirigent.

## Leben
Johannes Prinz kam bereits in früher Kindheit durch seinen Vater, der als Komponist und Musikpädagoge wirkte, mit Musik in Berührung. Im Alter von neun Jahren wurde er Sopransolist bei den Wiener Sängerknaben und nahm an den internationalen Tourneen dieses Chores teil. Dabei wurde er durch Ferdinand Grossmann geprägt, später auch durch Erwin Ortner, bei dem er privat Chorleitungsunterricht nahm.
Seine Studien der Musikerziehung und Instrumentalmusikerziehung sowie seine Ausbildung zum Gesangslehrer an der Universität für Musik und darstellende Kunst Wien absolvierte er mit Auszeichnung. Außerdem studierte er Dirigieren bei Karl Österreicher.
Nachdem er bereits als Assistent beim Arnold Schoenberg Chor tätig gewesen war, gründete Prinz 1982 den Chor der Wiener Wirtschaftsuniversität, den er zehn Jahre lang leitete und dabei bei zahlreichen Wettbewerben mit ersten Preisen ausgezeichnet wurde. 1988 wurde er zusätzlich mit der Leitung des Kammerchores der Wiener Musikuniversität betraut, mit dem er 1995 den Ersten Preis des Internationalen Kammerchor-Wettbewerbs in Marktoberdorf errang. Von 1995 bis 2007 war er außerdem Leiter des Wiener Kammerchores.
Von der Gesellschaft der Musikfreunde wurde Johannes Prinz 1991 zum Leiter des Wiener Singvereins ernannt, eine Position, die er bis heute innehat. Konzertprojekte mit führenden Orchestern und namhaften Dirigenten, internationale Konzerttourneen und Auszeichnungen für Schallplattenaufnahmen kennzeichnen seine dortige Tätigkeit.
Als Pädagoge gründete Prinz nicht nur die Vokalwoche Wolfsberg, die er zehn Jahre lang leitete, sondern erhielt auch 1985 einen Lehrauftrag an der Wiener Musikuniversität. Im Jahr 2000 wurde er zum Professor für Chorleitung an die Kunstuniversität Graz berufen. Darüber hinaus wirkt er als Dozent bei zahlreichen nationalen und internationalen Chorleiterkursen.
Als Gast übernahm Johannes Prinz Choreinstudierungen bzw. Konzerte u. a. beim Bayerischen Rundfunkchor, beim Berliner Rundfunkchor, beim RIAS-Kammerchor, bei der Konzertvereinigung Wiener Staatsopernchor, beim Spanischen Rundfunkchor, beim Staatschor Lettland sowie bei Chören in Belgien, Deutschland, Dänemark, der Schweiz, Singapur und Litauen und anderen Ländern.
2003 leitete er (zusammen mit Maria Guinand/Venezuela) den World Youth Choir.